# Никос Ксилурис
Никос Ксилурис (енгл. Nikos Xilouris), познат као Псароникос (енгл. Psaronikos; 7. јул 1936 — 8. фебруар 1980) био је грчки композитор и певач. Рођен је у селу Антогија на Криту. Његове песме и музика освојили су Грке. Стекао је титулу Арханђела са Крита.

## Биографија
Ксилурисов надимак Псароникос има историјско порекло. Уобичајено је било да људи из Антогије имају такво име. Пошто је независност Крита од Османског царства уследила касније од модерне Грчке у 19. веку, османска контрола на Криту још увек је била на снази када је Ксилурисов деда, Антонис, још увек био жив. Био је надалеко познат као Псароникос. Антонис се дружио са групом мушкараца који су крали од Турака. Ако би се срели са њима тада, група би се брзо разбежала, али Антонис је био најбржи од свих. Након тога, први у породици добио је надимак Псароникос. Тај надимак лако су прихватили сви који су га познавали и он је заувек био познат као Псароникос. Након тога, сви мушкарци из његове породице и његови потомци садржали су у надимцима префикс Псаро: Псароникос, Псарогиорис, Псаронтонис, итд.

## Ране године и други светски рат
Ксилурисове ране године биле су испуњене патриотском марљивошћу за његово родно село Антогија, које је широм Крита познато по својој храбрости, коју је показало током рата са силама Осовине. Године 1941. Никос Ксилурис био је четворогодишњак када је био сведок Фалширмјегерија, који су се током битке за Крит спуштали на острво. Са својом породицом Ксилурис је побегао у друго село на Криту, а вратили су се у Антогију тек након рата. Тада је Патрик Ли Фермор обожавао да пева Ксилурисову песму Filadem, тако да га је тада заинтересовао за музику.

## Музичка каријера
Прву лиру добио је у дванаестој години, када је испољио свој велики потенцијал у извођењу критске народне музике. Имао је таленат за певање и свирање мандолине. Очаран музиком Леонидаса Кладоса, познатог свирача лире, хтео је да постане његов шегрт на две године. Почео је да се бави занатом и свирао је на сеоским венчањима, крштењима и другим прославама широм Крита. Када је имао седамнаест година започео је своје прве наступе у Ираклиону.
Међутим, велику прекретницу у каријери доживео је 1958, снимајући албум. Публика се дивила његовом гласу и желела је да сазна више о њему. Први пут је наступио у иностранству 1966. године и освојио је своју прву награду на фестивалу у Санрему. Следеће године основао је прву критску музичку дворану Erotokritos у Ираклиону, на Криту. Снимање је уследило 1969. године, чиме је постигао огроман успех. Убрзо након тога, Ксилурис је почео да наступа у Атини, у дворани народне музике. На крају, Атина је постала његово ново стално пребивалиште.

## Политички немир
Током раних 1970-их, Ксилурисов глас је био препознатљив, не само по критској музици, већ и по протесту са грчком омладином против диктатуре пуковника 1967—1974, која је на власт дошла након државног удара. Он је основао нову врсту популарног, народно-музичког стила којем је прилагођавао стихове познатих грчких песника међу којима су Никос Гатсос, Јанис Ритсос, Јоргос Сеферис, Костас Варналис и Дионизио Соломос. Други грчки певачи су прихватили овај стил, међу којима су Јанис Маркопопоулос, Ставрос Ксархакос и Кристос Леонтис. Ксилурисова музика сметала је диктатури пуковника, а грчком народу уливала је наду.

## Признања
Можда најпознатији од свих песника који су се прилагодили Ксилурисову био је Витсентзос Корнарос, из 16. века, најпознатији по својој епској песми Erotokritos. Године 1971. Ксилурисов је добио награду Grand Prix du Disque од академије Шарл Кро у Француској. Цењен је због његових многих песама које су подједнако мотивисале и охрабривале и његове и друге генерације.

## Лични живот
Био је ожењен са ћерком успешне породице из Хераклиона, са којом је имао сина и ћерку.
Умро је од рака плућа и метастаза на мозгу након дуге борбе, 8. фебруара 1980, у Пиреју, у Грчкој. Сахрањен је на Првом гробљу у Атини.

## Дискографија
- Mia mavrofora pou perna — Μια μαυροφόρα που περνά (1958)
- Anyfantou — Ανυφαντού (1969)
- O Psaronikos — Ο Ψαρονίκος (1970)
- Mantinades kai Chori — Μαντινάδες και χοροί (1970)
- Chroniko — Χρονικό (1970)
- Rizitika — Ριζίτικα (1971)
- Dialeima — Διάλειμμα (1972)
- Ithagenia — Ιθαγένεια (1972)
- Dionise kalokairi mas — Διόνυσε καλοκαίρι μας (1972)
- O tropikos tis parthenou — Ο τροπικός της Παρθένου (1973)
- O Xylouris tragouda yia tin Kriti — Ο Ξυλούρης τραγουδά για την Κρήτη (1973)
- O Stratis Thalassinos anamesa stous Agapanthous — Ο Στρατής Θαλασσινός ανάμεσα στους Αγάπανθους (1973)
- Perifani ratsa — Περήφανη ράτσα (1973)
- Akoluthia — Ακολουθία (1974)
- To megalo mas tsirko — Το μεγάλο μας τσίρκο (1974)
- Parastaseis — Παραστάσεις (1975)
- Anexartita — Ανεξάρτητα (1975)
- Komentia, i pali chorikon kai vasiliadon — Κομέντια, η πάλη χωρικών και βασιλιάδων (1975)
- Kapnismeno tsoukali — Καπνισμένο τσουκάλι (1975)
- Ta pou theemoumai tragoudia — Τα που θυμούμαι τραγουδώ (1975)
- Kiklos Seferis — Κύκλος Σεφέρη (1976)
- Erotokritos — Ερωτόκριτος (1976)
- I simfonia tis Gialtas kai tis pikris agapis — Η συμφωνία της Γιάλτας και της πικρής αγάπης (1976)
- I eleftheri poliorkimeni — Οι ελεύθεροι πολιορκημένοι (1977)
- Ta erotika — Τα ερωτικά (1977)
- Ta Xylourika — Τα Ξυλουρέικα (1978)
- Ta antipolemika — Τα αντιπολεμικά (1978)
- Salpisma — Σάλπισμα (1978)
- 14 Krises epitichies – 14 χρυσές επιτυχίες (1978)